# فرانسوا بارو
فرانسوا بارو (فرانسوی: François Barouh‎؛ زادهٔ ۱۶ ژانویهٔ ۱۹۵۵) قایقران کایاک اهل فرانسه است.